# Scopiorinus carinulatus
Scopiorinus carinulatus är en insektsart som först beskrevs av Henri Saussure och Francois Jules Pictet de la Rive 1898.  Scopiorinus carinulatus ingår i släktet Scopiorinus och familjen vårtbitare. Inga underarter finns listade i Catalogue of Life.